# Queens League
La Queens League, denominada oficialmente por motivos de patrocinio como Queens League Oysho, es una liga de fútbol 7 femenino con sede en Barcelona, España, creada por el exfutbolista Gerard Piqué en 2023 en asociación con otras personalidades de internet y streamers. Está basada en la Kings League, establecida unos meses antes.
Las reglas de esta competición son muy similares a las de su equivalente masculino, es decir, muchas no forman parte de las regulaciones internacionales de la FIFA, según cuentan los organizadores, con el objetivo de añadirle dinamismo y entretenimiento a los partidos, como el desempate por penaltis, cambios ilimitados o el uso de armas secretas.

## Formato
La Queens League en el cual más temporadas están firmados por splits, que tienen su fase regular y su fase de playoff. Durante la fase regular, los doce equipos juegan once partidos en un sistema de todos contra todos de tal forma que se encuentren con cada equipo una sola vez. Los primeros equipos en la clasificación juegan los play-off. Cada partido consta de dos partes de veinte minutos con tres minutos de descanso en la mitad.

## Historia
Poco después de la inauguración de la Kings League, Oriol Querol, director ejecutivo de esta competición anunció la Queens League, una competición exclusiva para mujeres. A partir de mayo de 2023, los partidos se juegan los sábados mientras que los de la Kings League se juegan los domingos. Ibai Llanos fue el primer presidente de la Kings League que anunció la creación de un equipo para la edición femenina: Porcinas FC. A partir de ese momento, uno a uno los doce equipos de la Kings League fueron anunciando sus equivalentes femeninos. El partido inaugural fue el 24 de febrero de 2023 en el Cupra Arena.

## Configuración de los equipos
En la temporada inaugural las jugadadoras fueron escogidos mediante un draft que tuvo lugar el 16 de abril de 2023. Las jugadoras pasaron una serie de pruebas físicas y de habilidad, las mejores fueron seleccionadas para el draft. Cada equipo un máximo de doce jugadoras en su plantilla, de los cuales diez fueron seleccionadas en el draft y las otras, conocidas como las wild cards, son habitualmente futbolistas profesionales o personalidades de las redes sociales. Una de las wild cards es permanente: no puede cambiarse salvo casos de fuerza mayor y con previa autorización de la competición; la otra podrá ser sustituida cada jornada. Al concluir cada temporada, los equipos deberán desprenderse de cinco jugadoras elegidas en el draft y sustituirlas por otras cinco jugadoras elegidas con este mismo sistema.
La Queens League, a diferencia de la Kings League, tiene jugadoras de fútbol profesionales en puestos directivos como la jugadora del Fútbol Club Barcelona Ana-Maria Crnogorčević, miembro del equipo Saiyans FC. Además, otros miembros del Barcelona (Patricia Guijarro, Claudia Pina y Sandra Paños) tienen cargos en otros equipos de la competición.

## Reglas
Las reglas de la Kings League, y por extensión, de la Queens league, han sido seleccionadas por un proceso de votación en las redes sociales, donde los aficionados tuvieron la oportunidad de votar y contribuir al reglamento.
Los partidos comienzan con el balón en una jaula en el techo. Durante una cuenta atrás de veinte segundos, estos podrán colocarse en cualquier lugar del campo. Cuando esta cuenta atrás acaba, el balón cae de la jaula. Los saques de banda se hacen con la mano, y los de esquina, con el pie. Se incorporan las normas de cesión y fuera de juego del fútbol once. Cada equipo tiene un número ilimitado de sustituciones. El desempate se hace mediante tanda de penaltis que consisten un uno contra uno del jugador contra el portero, donde el jugador tendrá cinco segundos para marcar.
Existen tarjetas amarillas y rojas. Ambas suponen una expulsión del campo del infractor de dos y cinco minutos respectivamente. 

### Dado de la Liga
A partir del minuto dieciocho del partido, se interrumpe el juego y, se tira un dado con las siguientes caras:
- 3 vs 3 (2)
- 2 vs 2 (2)
- 1 vs 1 (con portero) (2)

El partido se reanuda mediante saque con formato de waterpolo, en el cual el balón está en el centro del campo y las jugadadoras de cada equipo están detrás de la línea del circulo central de su campo, e irán a por él cuando acabe una cuenta atrás de veinte segundos.
Los goles valen doble los dos últimos minutos del partido mientras un equipo vaya ganando el partido, si esta igualado se jugara a gol de oro.

### Armas secretas
Al principio de cada encuentro cada equipo selecciona aleatoriamente una carta del mazo que tendrán que lanzar en el transcurso de la segunda parte. Los equipos no podrán revelar qué carta han recibido. El mazo consiste en las siguientes cartas:
| Cantidad | Nombre                  | Descripción |
| -------- | ----------------------- | --- |
| 6        | Carta del Gol Doble     | Durante cuatro minutos los goles que marque el equipo portador valdrán por dos. |
| 6        | Carta Sanción           | El equipo portador podrá expulsar durante cuatro minutos a un jugador del equipo rival que no sea su portero.                                                                           |
| 4        | Carta Penalti Shoot-out | El equipo portador tirará un penalti con el formato de los penaltis de desempate (un uno contra uno del jugador contra el portero, donde el jugador tendrá cinco segundos para marcar). |
| 2        | Carta Penalti           | El equipo portador realizará un tiro estándar de penalti. |
|          | Carta jugador estrella  | Durante toda la segunda parte un gol de un jugador elegido valdrá doble |
| 1        | Carta Comodín           | El equipo portador decidirá en el momento oportuno usar cualquier carta reglamentaria.                                                                                                  |

## Localización
El estadio donde se juegan la mayoría de partidos es el Cupra Arena, localizado en la zona de actividades logísticas en el puerto de Barcelona. La final a cuatro del split de la temporada 2023 se jugará en el Estadio Metropolitano, en Madrid.

## Retransmisión
Todos los partidos se pueden ver en directo gratis en los canales oficiales de la competición y de algunos integrantes de Twitch, Facebook, Youtube y TikTok.
El 3 de mayo de 2023, Mediaset España y Gerard Piqué anunciaron un acuerdo por el cual el partido de las ocho de la tarde de la Kings League y de la Queens League se emitiría en abierto en Cuatro.
Desde principios de 2024 se transmite en 3CAT, la plataforma digital de TV3 con algún partido por Esport3

## Críticas

### Selección de jugadoras antes deldraft
Antes del comienzo de la liga, el presidente del equipo Porcinas FC, Ibai Llanos alegó que antes de que el draft tuviera lugar, varias candidatas habían sido contactadas para firmar como wild cards, de tal forma en que los equipos se garantizarían las mejores jugadoras sin pasar por el proceso de draft.

### Uso del catalán
En el partido entre el Rayo de Barcelona y Kunitas retransmitido en el canal de televisión Cuatro hubo un incidente entre dos jugadoras que acabó con una de ellas en el suelo. Cuando la árbitra se acercó a ella para preguntarle si necesitaba asistencia, la jugadora protestó en catalán sobre el golpe que había recibido solicitando tarjeta amarilla a la infractora. En ese momento, en el directo se escucha: «Habla en castellano, habla en castellano». El mensaje no fue desde la realización, sino que era un mensaje entre árbitras. Esto suscitó múltiples críticas en las redes sociales y en medios de comunicación, acusando de «catalanofobia» a la competición.

## Temporada 2024

### Equipos
Los equipos de la temporada 2024 son:
| Equipo            | Equipo            | Entrenador       | Presidente                              |
| Queens League     | Eq. Kings League  | Entrenador       | Presidente                              |
| ----------------- | ----------------- | ---------------- | --------------------------------------- |
| 1K FC             | 1K FC             | Fran Medina      | Maite Carrillo (Mayichi)                |
| Aniquiladoras FC  | Aniquiladores FC  | Leo Tilve        | Amairani Alonso (AmaBlitz)              |
| El Barrio         | El Barrio         | Micky Ollé       | Mercedes Roa                            |
| Jijantas FC       | Jijantes FC       | Ricard Núñez     | Gerard Romero y Lisbeth Cid             |
| Kunisports        | Kunisports        | Robert Cornfield | Josefina Valicenti                      |
| Las Troncas FC    | Los Troncos FC    | Carlos Sánchez   | Violeta G                               |
| Pio FC            | Pio FC            | Miki Rodríguez   | Samantha Rivera (Rivers)                |
| Porcinas FC       | Porcinos FC       | Rubén Casado     | Gemma Gallardo (Gemita)                 |
| Rayo de Barcelona | Rayo de Barcelona | Víctor Torrijos  | Martí Miràs (Spursito)                  |
| Saiyans FC        | Saiyans FC        | Víctor Alfaya    | Mercedes Silva (Totakeki)               |
| Ultimate Móstoles | Ultimate Móstoles | Mireia Vera      | Noelia San Martín (Noe9977)             |
| xBuyer Team       | xBuyer Team       | Sergio Ruz       | Javier (xBuyer) y Eric Ruiz (MiniBuyer) |

## Historial

### Ligas
| Temporada                         | Campeón        | Resultado | Subcampeón        | Semifinalistas               | Sede Final                             |  |
| --------------------------------- | -------------- | --------- | ----------------- | ---------------------------- | -------------------------------------- |  |
| Invierno 2023 (1º Split)          | PIO FC         | 3 - 1     | Las Troncas FC    | Porcinas FC y XBuyer Team    | Estadio Metropolitano, Madrid          |  |
| Verano 2024 (2º Split)            | XBuyer Team    | 4 - 1     | Ultimate Móstoles | Las Troncas FC y Kunitas     | Palacio de Deportes, Madrid            |  |
| Invierno 2024 (3º Split)          | Las Troncas FC | 6 - 4     | Jijantas FC       | Saiyans FC y XBuyer Team     | Heliodoro Rodríguez López, Tenerife    |  |
| Verano 2025 (4° Split) (4º Split) | PIO FC         | 6 - 5     | Kunitas           | Porcinas FC y Las Troncas FC | Estadio Luis "Pirata" Fuente, Veracruz |  |

### Copas
| Temporada            | Campeón                 | Resultado | Subcampeón        | Semifinalistas                   | Sede Final                  |
| -------------------- | ----------------------- | --------- | ----------------- | -------------------------------- | --------------------------- |
| Queen's Cup 2023     | Aniquiladoras FC        | 2 - 1     | Saiyans FC        | Pio FC y 1K FC 1                 | Estadio La Rosaleda, Málaga |
| Kingdom Cup 2023 (M) | Porcinas FC/Porcinos FC | 7 - 2     | Ultimate Móstoles | XBuyer Team y Kunitas/Kunisports | Palau Sant Jordi, Barcelona |

### Finalissima
La "Queens Finalissima" la juegan solamente dos equipos, uno de la "QL España" y el otro de la "QL Américas"
| Año  | Campeona                | Resultado | Subcampeona                 | Sede Final                |
| ---- | ----------------------- | --------- | --------------------------- | ------------------------- |
| 2025 | Las Troncas FC (España) | 5 – 4     | Peluche Caligari (Américas) | Cupra Arena France, París |

## Palmarés
Ligas
| Equipo            | Títulos | Subtítulos | Splits Ganados           | Subcampeón Splits |
| ----------------- | ------- | ---------- | ------------------------ | ----------------- |
| Pio FC            | 2       | –          | Verano 2023, Verano 2025 | –                 |
| Las Troncas FC    | 1       | 1          | Invierno 2024            | Verano 2023       |
| XBuyer Team       | 1       | -          | Verano 2024              | -                 |
| Jijantas FC       | -       | 1          | -                        | Invierno 2024     |
| Ultimate Móstoles | -       | 1          | -                        | Verano 2024       |
| Kunitas           | -       | 1          | -                        | Verano 2025       |

### Copas[nota 1]
| Equipo            | Títulos | Subtítulos | Splits Ganados   | Subcampeón Splits |
| ----------------- | ------- | ---------- | ---------------- | ----------------- |
| Aniquiladoras FC  | 1       | –          | Queens Cup 2023  | –                 |
| Porcinas FC       | 1       | –          | Kingdom Cup 2023 | –                 |
| Saiyans FC        | –       | 1          | –                | Queens Cup 2023   |
| Ultimate Móstoles | –       | 1          | –                | Kingdom Cup 2023  |

1. ↑  Se contabilizan las Queens Cup y las Kingdom Cup

### Finalissima
| Equipo           | Títulos | Subtítulos | Año Campeón | Año Subcampeón |
| ---------------- | ------- | ---------- | ----------- | -------------- |
| Las Troncas FC   | 1       | –          | 2025        | –              |
| Peluche Caligari | –       | 1          | –           | 2025           |